# Kämpfe in Deir ez-Zor
Am 27. August 2023 kam es zu heftigen Kämpfen zwischen den Syrischen Demokratischen Kräften (SDF) und arabischen Stämmen in Deir-Ez-Zor. Eine beträchtliche Anzahl dieser Stammesmitglieder sind auch Mitglieder des Militärrats von Deir ez-Zor. Die Zusammenstöße brachen aus, nachdem die SDF den Anführer des Militärrats von Deir ez-Zor, der unter dem Namen Abu Khawla bekannt ist, festgenommen und entlassen hatten. Abu Khawla wurden schwere Verfehlungen und kriminelle Handlungen vorgeworfen. Bis zum 1. September 2023 wurden bei den Kämpfen 45 Menschen getötet, darunter 25 Stammesangehörige und Kämpfer des Militärrats von Deir ez-Zor, 11 SDF-Kämpfer und 5 Zivilisten. Weitere 4 Personen wurden bei einem entsprechenden Angriff der SDF getötet. Während der heftigen Gefechte gelang es den SDF, eine Stadt unter ihre Kontrolle zu bringen.